# 柿本雅徳
柿本 雅徳（かきもと まさのり、1962年4月19日 - ）は、日本の実業家である。

## 人物
大阪府堺市堺区出身。幼年期を葛飾区・台東区で過ごす。日本大学生産工学部。
インターネットというインフラを利用した各種業務・業種アプリの開発を通し、業務の効率化・省力化に寄与するも、同時に人材の余剰化を促進することにもなり、効率化・省力化がもたらす失業問題に関して道義的な立場からは批判的な意見を述べている。省力化には、余剰人員の再活用プランなくしては導入すべきでないと主張する。労働力のグローバル化に対応するため、透明な労務管理の実現をめざし、労務管理ソフト「ISPM」開発。レゾナンスグループ会長。日本PostgreSQLユーザ会ネットアプリケーション分科会所属。「ふるさとテレビ」顧問。いしかわ観光特使。神奈川海難救助隊隊員。

## 学歴
- 1985年3月 - 日本大学生産工学部
- 1996年3月 - 富士短期大学経済学部(通信教育課程)

## 職歴
- 1986年4月 - 吉沢ビジネス・マシンズ株式会社入社
- 1986年7月 - 株式会社シー・ジー・シー・シー転籍（吉沢ビジネス・マシンズ100%出資子会社）
- 1989年11月 - 株式会社ネクステイジ入社
- 1999年6月 - 株式会社インターネット・コミュニケーションズ設立[1]

## 特許等
- 2009年3月 - 携帯端末及びＩＰカメラを用いた作業管理システム（特願2009-054156）共同出願
- 2009年5月 - 作業情報管理システム（特願2009-120141）共同出願
- 2010年9月 - 多機能電子名刺とその管理システム（特願2010-200809）共同出願
- 2011年11月 - 電子名刺装置、および名刺情報配信システム（特願2011-251187）共同出願
- 2015年3月 - 工事管理システム及び情報処理装置（特願2015-035913）共同出願

## 関連会社
- 株式会社インターネット・コミュニケーションズ
- キャストBB株式会社
- 株式会社レゾナンス